# Verdi (album)
| Recensione | Giudizio |
| ---------- | -------- |
| AllMusic   |          |

Verdi è il settimo album in studio del cantante italiano Andrea Bocelli, pubblicato il 12 settembre 2000.

## Descrizione
Verdi è il quarto album di musica classica di Bocelli. Contiene alcune fra le più famose romanze di Giuseppe Verdi.
L'album è stato registrato tra il dicembre 1999 e il gennaio 2000 al Mann Auditorium di Tel Aviv, in Israele, con l'Orchestra Filarmonica d'Israele diretta da Zubin Mehta. È stato poi pubblicato dall'etichetta discografica olandese Philips Records e distribuito da Universal Classic il 12 settembre 2000 in formato CD, musicassetta e DVD.
L'album ha ricevuto il disco di platino in Canada e nei Paesi Bassi e il disco d'oro negli Stati Uniti e in Svizzera venendendo oltre 2 milioni di copie in tutto il mondo e arrivando in ottava posizione in Austria e Paesi Bassi.

## Tracce
1. Di quella pira – 3:13
2. Ah sì, ben mio – 3:16
3. La donna è mobile – 2:07
4. Di' tu se fedele – 3:03
5. Ma Se M'è Forza Perderti – 2:33
6. Ella mi fu rapita! – 4:37
7. Possente amor mi chiama – 2:56
8. Se quel guerrier io fossi!... Celeste Aida – 4:05
9. Lunge da lei... De' miei bollenti spiriti – 3:41
10. Oh mio rimorso! – 2:50
11. La mia letizia infondere vorrei – 2:04
12. Mercé, diletti amici... Come rugiada al cespite... Dell'esilio nel dol – 6:55
13. Io l'ho perduta... Io la vidi e il suo sorriso – 3:47
14. Oh! fede negar potessi... Quando le sere al placido – 5:07
15. La vita è inferno all'infelice – 9:51

Durata totale: 60:05

## Formazione
- Andrea Bocelli - voce
- Zubin Mehta - direzione d'orchestra
- Orchestra Filarmonica d'Israele - orchestra
- Giuseppe Verdi - compositore

## Classifiche

### Classifiche settimanali
| Classifica (2000-2001) | Posizione massima |
| ---------------------- | ----------------- |
| Australia              | 20                |
| Austria                | 8                 |
| Belgio (Fiandre)       | 34                |
| Belgio (Vallonia)      | 23                |
| Finlandia              | 16                |
| Francia                | 33                |
| Germania               | 22                |
| Italia                 | 31                |
| Norvegia               | 28                |
| Nuova Zelanda          | 26                |
| Paesi Bassi            | 8                 |
| Regno Unito            | 17                |
| Stati Uniti            | 23                |
| Svezia                 | 12                |
| Svizzera               | 18                |
| Ungheria               | 4                 |

### Classifiche di fine anno
| Classifica (2000) | Posizione |
| ----------------- | --------- |
| Paesi Bassi       | 54        |